# ديفيد جين هيل
ديفيد جين هيل (بالإنجليزية: David Jayne Hill)‏ هو مؤرخ ودبلوماسي أمريكي، ولد في 10 يونيو 1850 في بلينفيلد في الولايات المتحدة، وتوفي في 2 مارس 1932 في واشنطن العاصمة في الولايات المتحدة.